# Церква Святого Димитрія (Верхньоторецьке)
Церква Святого Димитрія (Верхньоторецьке) — православний храм, розташований у Верхньоторецьке Ясинуватського району Донецької області. Присвячений святому великомученику Димитрію Солунському. Є однією з найстаріших культових споруд регіону та зображений на гербі селища.

## Історія
Будівництво храму розпочалося у 1850 році на території залізничної станції Скотовата (історична назва селища). Освячення та завершення будівництва відбулося у 1861 році — одночасно зі скасуванням кріпосного права в Російській імперії.
До революції храм мав розвинений церковний клир: у ньому служили 4–5 священників, діакон, псаломщик, діяв церковний хор. У 1918 році, під час революційних подій, настоятель церкви був убитий.
У 1938 році, за радянської влади, храм було закрито, а дзвіницю зруйновано. У приміщенні намагалися облаштувати кінотеатр, однак покази супроводжувались дивними явищами: глядачі чули голос жінки, якої не бачили, й у паніці залишали залу. Місцеві жителі вважали це голосом Богородиці. У цей період на фасаді з’явився нерукотворний образ Пресвятої Богородиці, який неодноразово затирали штукатуркою, але він знову проступав.
Після невдалої спроби використання храму як кінотеатру, його переобладнали на зерносховище. Під час німецької окупації у роки Другої світової війни церква була перетворена на стайню.
У 1943 році, після звільнення Донбасу радянськими військами, храм знову відкрили для богослужіння. Втім, стан споруди залишався вкрай поганим: відсутність електрики, опалення, зруйновані вікна, частково знищена штукатурка і відсутність центральної покрівлі.
У 1960–1970-х роках розпочалося поступове відновлення храму силами місцевої громади. До сьогодні в церкві збереглося чимало оригінальних ікон і настінних розписів XIX століття. У 2020–2021 роках було відновлено дзвіницю храму.

## Сучасний стан
Православна громада на чолі зі священником Миколаєм Гончаренком продовжує відбудову храму та налагоджує просвітницьку діяльність. Престольне свято відзначається 8 листопада.

## Руйнування у 2022 році
26 березня 2022 року під час російських обстрілів селища Верхньоторецьке церква зазнала серйозних ушкоджень: були зруйновані фасади й покрівля, вибито вікна, пошкоджено інтер'єр та історичне оздоблення храму.